# Kostrzyna (Basse-Silésie)
Pour les articles homonymes, voir Kostrzyna.
Kostrzyna est une localité polonaise de la gmina et du powiat de Zgorzelec en voïvodie de Basse-Silésie.